# 鬼平犯科帳 (丹波哲郎)
丹波哲郎主演・『鬼平犯科帳』（おにへいはんかちょう）は、1975年4月2日から9月24日までNETテレビ（現・テレビ朝日）で放送されたテレビ時代劇である。
「鬼平犯科帳'75」と書くことがある。

## 概要
- NET（テレビ朝日）・東宝制作の『鬼平犯科帳』としては3シリーズ目にあたる。1969年の初映像化の際に長谷川平蔵役をやりたいと名乗り出た丹波であったが、既に8代目松本幸四郎に決定していた[2]。それから6年、遂に丹波が2代目平蔵役に起用された。
- オープニング・テーマは8代目幸四郎版『鬼平犯科帳』のメロディを新たに編曲し、コーラスを加えたものである。オープニングのタイトルバックには丹波の顔を模した切り絵風のアニメーションが採用されている。
- 8代目幸四郎版終了後に原作小説の新作が数多く書かれているため、ほとんどの回が初映像化である。

## キャスト
- 長谷川平蔵：丹波哲郎
- 木村忠吾：古今亭志ん朝（第1話 - 第2話、第5話 - 第7話、第10話 - 第16話、第18話 - 第22話、第24話 - 第25話）
- 沢田小平次：藤森達雄[注 2]（第1話、第3話 - 第5話、第7話 - 第9話、第11話、第13話、第15話、第17話、第19話、第21話 - 最終話）
- 酒井祐助：本郷功次郎（第3話 - 第6話、第8話 - 第9話、第13話 - 第14話、第16話、第18話 - 第19話、第23話 - 第25話）
- 佐嶋忠介：小泉博（第1話 - 第4話、第7話、第10話 - 第11話、第16話 - 第17話、第20話 - 第22話）
- 久栄：小畠絹子（第3話 - 第4話、第6話 - 第7話、第9話、第11話 - 第12話、第14話、第16話、第19話、第22話）
- 相模の彦十：岡田映一（第1話 - 第2話、第4話、第6話 - 第7話、第10話、第15話、第17話 - 第19話、第22話 - 第23話、第25話）
- 伊三次：久野四郎（第1話 - 第2話、第7話、第11話、第14話 - 第17話、第24話 - 最終話）
- 竹内孫四郎：伴直弥（第5話 - 第8話、第10話 - 第13話、第16話、第21話、第25話）
- 小房の粂八：新克利（第3話、第5話 - 第7話、第11話、第13話 - 第14話、第20話 - 第21話、第23話 - 最終話）
- 岩五郎：植田峻（第4話、第11話、第13話 - 第15話、第17話 - 第19話、第21話、最終話）
- 大滝の五郎蔵：内田良平（第8話 - 第9話、第12話、第16話、第22話、第25話 - 最終話）
- おまさ：野際陽子（第5話、第9話、第15話、最終話）
- 京極備前守：平田昭彦（第7話、第9話、第22話）
- 五鉄の三次郎：北川陽一郎[注 3]（第4話、第7話、第17話、第19話）
- 岸井左馬之助：田村高廣（第2話、第5話、第8話、第11話、第14話）
- おりん：有吉ひとみ（第1話 - 第2話）
- 山崎庄五郎：柳沢真一（第4話、第23話）
- 村松忠之進：丹波義隆[注 4]（第5話、第16話）
- 小柳安五郎：谷岡行二（第6話、第24話）
- おせん：弓恵子（第23話、第25話）
- 舟形の宗平：浅野進治郎（第25話 - 最終話）
- 山田市太郎：宮内洋（第7話）
- 原田一之進：長谷川明男[注 5]（第9話）
- 間十蔵[注 6]：長門裕之（第10話）
- 井関録之助：中谷一郎 （第12話）
- お滝：松尾嘉代（第16話）
- 三沢仙右衛門：浮田佐武郎（第16話）

## スタッフ
- 原作：池波正太郎
- 監督：サブタイトル参照
- 脚本：サブタイトル参照
- ナレーション：中江真司
- 音楽：山下毅雄
- プロデューサー：宮崎慎一（NET）、市川久夫（東宝）、石井幸一（東宝）
- 撮影：宇野晋作
- 美術：斎藤嘉男
- 照明：山口偉治
- 録音：竹口一男
- 編集：神谷信武
- 助監督：小俣尭
- 殺陣：宇仁貫三
- タイトル画：安井悦朗
- 製作：NET、東宝

## サブタイトル
| 話数 | 放送日        | サブタイトル    | 脚本       | 監督         | ゲスト |
| ---- | ------------- | --------------- | ---------- | ------------ | --- |
| 1    | 1975年 4月2日 | 用心棒          | 安倍徹郎   | 小野田嘉幹   | ハナ肇（高木軍兵衛）、池波志乃（おたみ）、織本順吉（馬越の仁兵衛）、福田豊土（文吉） 清水一郎（番頭・長助）、成瀬昌彦（佐野倉屋勘兵衛）、鈴木治夫、市村昌治（仙次）、花上晃 浅若芳太郎（居酒屋の主人・利吉）、三島新太郎、原田君事、小笠原剛、邦創典（茶店の主人） 小坂生男（浪人・松崎）、荒井洸子、荻原紀、大宮幸悦（侍）、郡正明 夏木順平、今井和雄、森本三郎、加藤茂雄、国友教子、梅津栄（升吉）、松崎真（念三） |
| 2    | 4月9日        | 雨隠れ鶴吉      | 安倍徹郎   | 高瀬昌弘     | 渡辺篤史（雨隠れの鶴吉）、土田早苗（お民）、宮口精二（源右衛門） 仲野力永（釜抜きの清兵衛）、山本清（稲荷（とうが）の百蔵）、袋正（武吉）、中井啓輔（音五郎） 佐伯赫哉（竹造）、早川純一（弥助）、前川哲男、中寛三（金次） 東島祐子（お花）、小笠原まり子（女中）、記平佳枝、石黒正男、峰田智代、折原真紀 若原初子、今井和雄、岩瀬ゆう子、高瀬裕行                                                                   |
| 3    | 4月16日       | 盗みの掟        | 柴英三郎   | 小野田嘉幹   | 垂水悟郎（鷲尾大三郎）、高毬子（お竜）、八木昌子（志麻）、桑山正一（黒雲の傳兵衛） 左古道代、岩瀬ゆうこ、戸塚孝（見張りの手下）、千代田弘、片岡一 |
| 4    | 4月23日       | だましあい      | 井手雅人   | 渡邊祐介     | 松崎真、ひろみどり（綾乃）、花岡菊子（おもん）、当銀長太郎（真太郎）、三島新太郎、中川秀人 中川三穂子、安藤純子、戸塚孝、柳沢真一、小笠原良知（万造）、山岡徹也（七之助） 佐野厚子（おたみ）、高品格（小助）、山本圭（勘次） |
| 5    | 4月30日       | 魔剣            | 小川英     | 小野田嘉幹   | 木村功（金子半四郎）、藤田弓子（おえん）、稲葉義男（利右衛門/森為之介） 浜田寅彦（与平次）、内田朝雄（三の松平十）、松風はる美（おみち）、木田三千雄（桶屋の甚兵衛） 加東三和、上野綾子（近江屋のおかみ）、伊藤健、新井一夫（駕籠の武士） |
| 6    | 5月7日        | 浅草・鳥越橋    | 笠原和夫   | 小野田嘉幹   | 橋本功（定七）、高津住男（仁助）、小松方正（傘山の瀬兵衛）、谷岡行二（小柳安五郎） 水上竜子（おひろ）、田口計（白駒の幸吉）、桜田千枝子（おしん） 三島新太郎、新井一夫（幸吉の手下）、永野明彦、柳生尚美、 加藤茂雄（高利貸し市兵衛）、亀田秀紀、松田洋治、嵐まこと |
| 7    | 5月14日       | あきれた奴      | 井手雅人   | 小野田嘉幹   | 小泉博、古今亭志ん朝、藤森達雄、宮内洋（山田市太郎）、伴直弥、岡田映一、久野四郎、小畠絹子、北川陽一郎、松本敏男（紋三郎）、奥村公延、林寛一、石川隆昭（牢番）、向井淳一郎、大槻佳行、野村昭子（みね）、増田順司（佐太郎）、服部妙子（おたか）、見明凡太朗（清五郎）、平田昭彦、近藤洋介（鹿留の又八）、河原崎長一郎（多賀谷肇）                                                                                     |
| 8    | 5月21日       | 盗人仁義        | 廣澤榮     | 高瀬昌弘     | 本郷功次郞、藤森達雄、伴直弥、内田良平（大滝の五郎蔵）、中庸介（富治）、坂本長利（福造）、橋本仙三（千次郎）、小原秀明（与吉）、片岡一、沢井三郎（寺島の宗吉）、香川良介（五井の亀吉）、浜田ゆう子（おぎん）山本麟一（伝八）、田村髙廣 |
| 9    | 5月28日       | 流星            | 野上龍雄   | 高瀬昌弘     | 本郷功次郞、藤森達雄、河村憲一郎（友五郎=浜崎の友蔵）、内田良平、野際陽子、小畠絹子、藤岡重慶（沖源蔵）、納谷悟朗（杉浦要次郎）、二見忠男（藪原の伊助）、山田禅二（源兵衛）、池田生二（木下）、川口節子（原田の妻・千代）、音羽久米子（お仲）、鈴木俊介（庄太郎）、築地博（門番・治作）、深雪けい子、平田昭彦、長谷川明男（原田一之進）、永井智雄（生駒の半右衛門）                                                  |
| 10   | 6月4日        | 人情同心        | 井手雅人   | 小野田嘉幹   | 小泉博、古今亭志ん朝、岡田映一、伴直弥、五藤雅博（喜右衛門）、津路清子（おしの）、浅若芳太郎（弥平）、小磯マリ（おつね）、朝倉一、清水めぐみ（おこう）、今井和雄、鈴木輝江、鈴木陽子、川口敦子（お磯）、武田昌之（団平）、小林昭二（梅吉）、江幡高志（長次）、船戸順（助次郎）、入江若葉（おふじ）、長門裕之（間十蔵）                                                                                               |
| 11   | 6月11日       | 土蜘蛛の金五郎  | 小川英     | 野長瀬三摩地 | 小泉博、古今亭志ん朝、藤森達雄、伴直弥、久野四郎、植田峻、小畠絹子、新克利、 金田龍之介（土蜘蛛の金五郎）、田村髙廣 伊吹聰太朗（為造）、原田君事、鈴木俊介（山本弁二郎/子分）、藤竹修、里見たかし 荻原紀、永野明彦、大宮幸悦、新井一夫（奴姿の客）、車邦秀 |
| 12   | 6月18日       | 凄い奴          | 小川英     | 小野田嘉幹   | 中谷一郎（井関録之助）、小栗一也（名幡の利兵衛）、伊藤久哉（細井彦右衛門） 天本英世（浪人）、上田忠好（紋造）、嵯峨善兵（白縫の伝八） 千代田弘、戸塚孝、岡田正典、芳賀信善、御厨義信、三野輪香代子 |
| 13   | 6月25日       | おふさ 伊之松   | 野上龍雄   | 丸山誠治     | 高田美和（おふさ）、古谷一行（伊之松）、伊達三郎（中屋利三郎（クレジットは伊達正三郎））、矢野宣（仁吉） 緋多景子（出会茶屋の女将・おせい）、矢野間啓二（大工の竹）、土屋靖雄（大工の留） 松尾文人（嘉平）、五月晴子（お兼） |
| 14   | 7月2日        | 高杉道場 三羽烏 | 柴英三郎   | 小俣尭       | 土屋嘉男（長沼又兵衛）、白石奈緒美（砂蟹のおけい）、東野孝彦（笠倉の太平）、今出川西紀（多恵） 柳生尚美、邦創典（和尚）、森下明（細金小五郎） |
| 15   | 7月9日        | 二人女房        | 安倍徹郎   | 小野田嘉幹   | ハナ肇（高木軍兵衛）、松本克平（彦島の仙右衛門）、山下洵一郎（捨蔵） 原知佐子（お増）、国睦子（おとき）、原口剛（佐吉） 今井和雄（番頭）、石川隆昌、林寛一（旅姿の男）、岩瀬ゆうこ 依光基秀、新井一夫（子分）、荻原紀（子分）、東治幸 |
| 16   | 7月16日       | 盗賊婚礼        | 井手雅人   | 高瀬昌弘     | 松尾嘉代、夏純子（お梅）、滝田裕介（久五郎）、中野誠也（一文字の弥太郎） 伊沢一郎（勘助）、天津敏（鳴海の繁蔵）、堺左千夫（八十助）、浮田左武郎、長谷川弘（土山左十郎） 鈴木和夫（喜代次）、梶哲也（山城屋文蔵）、大村一郎、東静子、石井麗子 |
| 17   | 7月23日       | むかしなじみ    | 野上龍雄   | 吉村公三郎   | 稲野和子（おろく）、真山知子（おもん）、深江章喜（雷神党首領・井原惣市）、小美野欣二（伝五郎） 永井秀明（大丸屋彌兵衛）、永井柳太郎（番頭・利助）、山本清（柳原の勘十）、渡辺千世（おふじ） 上野山功一（千葉）、沖田駿一（中瀬）、可知靖之（柳原一家・政吉）、花巻五郎（虎松）、古能成二 横山千恵子、井上典子、戸塚孝（板前）、佐藤勝貫、新木実、小海とよ子、川名美也子                                              |
| 18   | 7月30日       | 蛙の長助        | 廣澤榮     | 小野田嘉幹   | 殿山泰司（三浦屋彦兵衛）、曾我廼家五郎八（蛙の長助）、山添多佳子（おきよ/おきち（二役）） 梅津栄（鍬形の喜佐松）、稲吉靖司（定吉）、大久保正信（卯吉）、本間文子（三浦屋の女中・こう） 宇治知美（おぎん）、木島新一（御家人）、新井一夫（利助） 花城隆、倉藤悦之、戸塚孝（同心）、永野明彦（子分） |
| 19   | 8月6日        | いろおとこ      | 笠原和夫   | 小野田嘉幹   | 大門正明（寺田金三郎/又太郎(二役)）、宇津宮雅代（おせつ）、吉行和子（お篠）、清水将夫（市兵衛） 佐原健二（鹿熊の音蔵）、中村孝雄（孫九郎）、松山照夫（清吉） 今井和子、高橋紀子、左古通代、倉藤悦典（小吉（子役）） |
| 20   | 8月13日       | 川越の旦那      | 井手雅人   | 小野田嘉幹   | 佐野浅夫（墓火の秀五郎）、川口晶（お松）、土方弘（乙吉）、金井進二（国太郎）、峰恵研（伊佐蔵） 玉川スミ（お徳）、水町千代子、加藤春哉（忠吾に差し入れする町人） 荘司肇、松野健一（同心）、藍幸治、前原久影、関富也（坊主）、西村優逸、佃文五郎 新実、竹田寿郎、小坂生男、武田俊夫、伊東松雄、名坂恭平、渡辺正子、永野明彦（木戸番）                                                                                  |
| 21   | 8月20日       | 盗賊人相書      | 井手雅人   | 野長瀬三摩地 | 西沢利明（石田竹仙）、長尾泰子（およし）、蟹江敬三（熊次郎）、加藤和恵（お八重） 今村原兵（良碩）、島津元、高石有子、青沼三朗（手下の老人）、安田洋子（おうの）、小坂生男、武田俊夫 |
| 22   | 8月27日       | 狐雨            | 小川英     | 高瀬昌弘     | 寺田農（青木助五郎）、神田隆（信濃屋久兵衛）、伊佐山ひろ子（おうめ）、平田昭彦、 南治、綿貫宏冶、小笠原剛、上屋健一 |
| 23   | 9月3日        | 盗人姉妹        | 下飯坂菊馬 | 渡邊祐介     | 吉田義夫（焼野の源造）、原田清人（翻筋斗の亀太郎）、根岸明美（お今）、松木路子（お紋） 柳沢真一、弓恵子（おせん）、柳家小きん（富の市）、灰地順（番頭・惣助） 園田健二（船橋屋伊織）、最上龍二郎（萬屋伊兵衛）、小笠原剛、宇留木康二 |
| 24   | 9月10日       | 泣き味噌屋      | 桜井康裕   | 高瀬昌弘     | 谷啓（川村弥助）、川合伸旺（秋元左近）、黒部進（柴崎忠助）、大木正司（和田木曽太郎） 松本潤子（さと）、西川敬三郎（玉の尾の主人・房次郎）、石山克巳（清太郎）、向井淳一郎（店主） 関谷益美（河村家の下女）、前原久影、辻󠄀村征史、戸枝健久、秦まり子、永野明彦（同心）、戸塚孝（同心） |
| 25   | 9月17日       | 鯉肝のお里      | 田坂啓     | 吉村公三郎   | 水野久美（鯉肝のお里）、藤原釜足（松五郎）、弓恵子、野口元夫（白根の三右衛門） 五木繁則、小倉雄三（徳次郎）、浅野進治郎、千石規子（飯屋のおかみ）、岡部正純（新助） 山口譲（倉田屋の番頭）、毛塚守彦、大宮幸悦（中盆）、藍幸治、西村優逸 小海とよ子、川名美也子、戸塚孝（客の武士）、荻原紀（手下） |
| 26   | 9月24日       | 密偵たちの宴    | 野上龍雄   | 野長瀬三摩地 | 金井大（竹村玄洞）、草薙幸二郎（草間の勘蔵）、福山象三（鏡の仙十郎）、 野際陽子、浅野進治郎、鹿島信哉、神山寛、永野明彦 佐藤和夫、龍のり子、音羽久米子、槙ひろ子、大原百代、小笠原剛 |

※ BSフジでの放映時は各話「額縁放送」（16:9画角の中に4:3画角が存在する）であるのと、映像マスターがSD画質である。（電子番組表EPG上では16:9 1125iの表記がある場合でも、実際の放送は4:3、480iである）本編は16ミリ・ニュープリントを使用。

## 放送局
★ - 同時ネット（水曜 21:00 - 21:55）の局
- ★NET
- ★北海道テレビ：[3]
- 青森放送：日曜 14:30 - 15:25[4]
- 岩手放送：日曜 22:30 - 23:25（およそ2週遅れ[注 7]）
- 秋田放送：火曜 16:00 - 16:55[5]
- ★ミヤギテレビ[6]
- ★福島中央テレビ[6]
- 新潟総合テレビ：月曜 21:00 - 21:55[7]
- 信越放送：火曜 22:00 - 22:55（1週遅れ[注 8]）
- 北日本放送：火曜 16:00 - 16:55（およそ3か月半遅れ[注 9]）
- 北陸放送：月曜 23:20 - 火曜 0:15[10][注 10]
- 福井放送：火曜 16:00 - 16:55（およそ1か月半遅れ[注 11]）
- ★名古屋テレビ[12]

- ★朝日放送[13]
- 日本海テレビ：土曜 22:30 - 23:25[14]
- ★瀬戸内海放送[15]
- ★広島ホームテレビ[15]
- 山口放送：土曜 22:30 - 23:25[16]
- 南海放送：水曜 22:00 - 22:55[17]
- 高知放送：木曜 23:15 - 金曜 0:10[17]
- ★九州朝日放送[16]
- 長崎放送：木曜 23:00 - 23:55[18]
- 熊本放送：土曜 22:00 - 22:55[18]
- テレビ大分：日曜 16:45 - 17:40[16]
- ★テレビ宮崎[19]
- ★鹿児島テレビ[19]
- 琉球放送：日曜 22:30 - 23:25[20]